# Eduroam
eduroam är ett samarbete mellan högskolor och universitet världen över för att underlätta nyttjandet av varandras trådlösa nätverk. En student eller anställd vars universitet är medlem i eduroam kan, med sitt användarnamn från sitt hemuniversitet, logga på det trådlösa nätverket på alla andra högskolor och universitet som är anslutna till eduroam. Mottot lyder Open your laptop and be online.
Ansluta nätverk i Sverige kan även finnas på exempelvis järnvägsstationer, flygplatser och bibliotek.
eduroam står för Education Roaming och använder sig av RADIUS och standarden 802.1x för att förmedla information om användaren från identitetsutfärdaren (användarens universitet) till tjänsteleverantören (lärosätet som står för det trådlösa nätverket).